# قلعه قاضی (دزفول)
قلعه قاضی روستایی از توابع بخش مرکزی شهرستان دزفول در استان خوزستان ایران است. شغل اکثر مردم این روستا کشاورزی و دامداری می‌باشد. زبان این روستا گویش بختیاری می‌باشد.

## جمعیت
این روستا در دهستان شمس‌آباد قرار دارد و بر اساس سرشماری مرکز آمار ایران در سال ۱۳۸۵، جمعیت آن ۱۸۱ نفر (۴۵ خانوار) بوده‌است.